# كانثال
كانثال هي سبيكة مكونة بشكل أساسي من عناصر الحديد والكروم والألومنيوم (FeCrAl)؛ وهي تتكون بشكل أساسي من الحديد مع نسبة تتراوح بين 20–30% من الكروم ونسبة تتراوح بين 4–7.5% من الألومنيوم.
كانثال (Kanthal) هي علامة تجارية ممتلكة حالياً من شركة ساندفيك Sandvik السويدية؛ وتستخدم بشكل واسع في التطبيقات التي تتطلب مقاومة درجات حرارة مرتفعة، إذ تتشكل طبقة مخملة من أكسيد الألومنيوم على سطحها.